# Contributions déterminées au niveau national

Nombre de parties à des accords multilatéraux sur l'environnement, tels que la Convention-cadre des Nations Unies sur les changements climatiques.

Les contributions déterminées au niveau national (CDN ; en anglais Nationally Determined Contributions ou NDC) ou les contributions prévues déterminées au niveau national (CPDN ; en anglais Intended Nationally Determined Contributions ou INDC) sont des plans nationaux non contraignants mettant en évidence les actions climatiques, y compris les objectifs liés au climat pour la réduction des émissions de gaz à effet de serre, les politiques et les mesures que les gouvernements visent à mettre en œuvre en réponse au changement climatique et en tant que contribution pour atteindre les objectifs mondiaux fixés dans l'Accord de Paris.

## Procédé
Les CDN combinent le système descendant d'un accord international traditionnel avec un système ascendant, c'est-à-dire des éléments par lesquels les pays proposent leurs propres objectifs et politiques dans le contexte de leurs propres circonstances, capacités et priorités nationales, dans le but de réduire les émissions mondiales de gaz à effet de serre ; de limiter suffisamment l'augmentation de la température anthropique pour qu'elle soit bien inférieure à 2 °C (3,6 °F) au-dessus des niveaux préindustriels ; et de poursuivre les efforts pour limiter l'augmentation à 1,5 °C,.
Les CPDN contiennent les mesures prises pour réduire les émissions et visent également à aborder les mesures prises pour s'adapter aux impacts du changement climatique, ainsi que le soutien dont le pays a besoin, ou qu'il fournira, pour faire face au changement climatique. Après la soumission initiale des CPDN en mars 2015, une phase d'évaluation a suivi pour examiner l'impact des CPDN soumis avant la Conférence de Paris de 2015 sur les changements climatiques.
Les CDN sont établis de manière indépendante par les parties (pays ou groupes régionaux de pays) en question. Toutefois, ils sont fixés dans un cadre « catalytique » itératif et contraignant, conçu pour accélérer l'action climatique au fil du temps. Une fois que les États ont défini leurs premières CDN, celles-ci doivent être mises à jour selon un cycle de cinq ans. Des rapports d'avancement bisannuels seront publiés pour suivre les progrès accomplis dans la réalisation des objectifs fixés dans les CDN des États. Ces rapports feront l'objet d'un examen technique et alimenteront collectivement un exercice de bilan mondial, fonctionnant lui-même selon un cycle quinquennal décalé, au cours duquel la suffisance globale des CDN sera évaluée collectivement.
Les informations recueillies à partir des rapports et examens individuels des parties, ainsi que le tableau plus complet obtenu grâce au bilan mondial, serviront à leur tour à alimenter et à façonner la formulation des engagements ultérieurs des États. La logique, dans l'ensemble, est que ce processus offrira de nombreuses avenues où les processus politiques nationaux et transnationaux pourront jouer, facilitant la prise d'engagements plus ambitieux et mettant la pression sur les États pour qu'ils se conforment à leurs objectifs déterminés au niveau national.
Tous les objectifs de chaque pays sont indiqués dans leur CDN qui est basé sur les points suivants :
- Neutralité climatique en 2050 ;
- Limiter le réchauffement climatique bien en dessous de 2 °C et poursuivre les efforts pour le limiter à 1,5 °C ;
- Réduction des émissions de gaz à effet de serre (GES) ;
- Accroître l'adaptation aux effets néfastes du changement climatique ;
- Ajuster les flux financiers pour qu'ils puissent être combinés avec des émissions de GES réduites.